# Centro cultural
Um centro cultural é um espaço arquitetônico destinado à apresentação de manifestações culturais das mais diversas modalidades.

## Centros culturais

### Brasil
- Caixa Cultural
- Cemitério dos Pretos Novos
- Centro Cultural do Banco do Brasil
- Centro Cultural dos Correios
- Centro Cultural José Bonifácio
- Centro Cultural Oscar Niemeyer
- Centro Cultural São Paulo
- Centro Dragão do Mar de Arte e Cultura
- Paço da Liberdade
- Centro Cultural Mirador
- Paço Imperial
- Palácio das Artes
- Praça das Artes
- Santander Cultural

### Equador
- Centro Cultural da Pontifícia Universidade Católica do Equador

### França
- Centro Georges Pompidou

### Portugal
- Centro Cultural de Belém
- Museu da Eletricidade
- Centro Cultural Vila Flor, em Guimarães
- Centro Cultural John dos Passos, na ilha da Madeira